# Erinnyis lassauxii
Erinnyis lassauxii is een vlinder uit de familie van de pijlstaarten (Sphingidae). De wetenschappelijke naam van de soort werd in 1859 als Anceryx lassauxii gepubliceerd door Jean Baptiste Boisduval. Het type-exemplaar werd verzameld bij Buenos Aires.